# Islas Picton, Nueva y Lennox
Picton, Nueva y Lennox son tres islas chilenas que junto con varios islotes conforman un archipiélago ubicado al este de la isla Navarino, en el extremo oriental del canal Beagle y sobre el mar de la Zona Austral. Pertenecen administrativamente a la comuna de Cabo de Hornos, provincia Antártica Chilena, región de Magallanes y de la Antártica Chilena. La posesión de las islas fue el centro del conflicto del Beagle entre Chile y la Argentina.

## Superficie
Las islas tienen las siguientes extensiones:
- Isla Picton: 105 km²
- Isla Nueva: 120 km²
- Isla Lennox: 171,5 km²

## Historia
Si bien están prácticamente deshabitadas y tienen poco tamaño, su posición estratégica entre el canal Beagle y su paso entre el océano Pacífico y el océano Atlántico les da una amplia proyección marítima que se supone posee grandes riquezas en hidrocarburos.
Las islas eran frecuentadas por los yaganes o yámanas, su población original, quienes las denominaron como Shukaku ("isla de pastos"), Shunushu e Imien respectivamente. Picton y Lennox fueron nombradas así por los comandantes del HMS Beagle en honor del militar Thomas Picton (muerto en la batalla de Waterloo) y de Mateo Estuardo, IV conde de Lennox. En tanto, se estima que Nueva fue llamada así por un fallido intento del misionario Allen Gardiner de crear una colonia, aunque también se especula que James Cook le puso ese nombre.
En 1888 fue descubierto oro en la isla Lennox, lo que desató el interés en las islas. Desde 1890 se produjo una invasión de unos 800 buscadores de oro, entre ellos muchos croatas, que desalojaron a los indígenas. A principios del siglo XX, el oro se agotó y las islas quedaron deshabitadas.

## El desacuerdo sobre la soberanía del grupo PNL

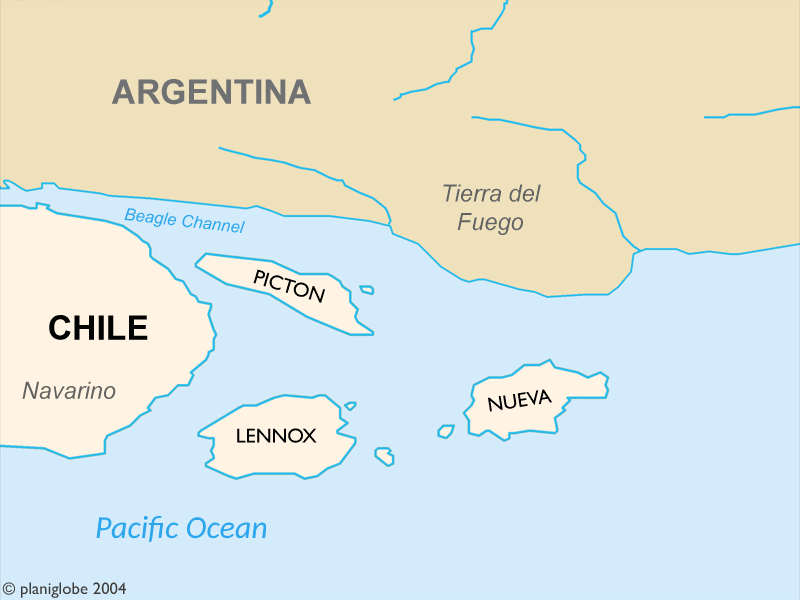
La zona de las tres islas del grupo PNL según su asignación jurídica.

El Conflicto del Beagle es la controversia entre la Argentina y Chile respecto de la soberanía del grupo PNL y otras islas del canal Beagle. Para resolverlo, en 1971 ambos países solicitaron al gobierno del Reino Unido de Gran Bretaña e Irlanda del Norte, formar una corte arbitral de cinco jueces de la Corte Internacional de Justicia para que se expidiese una resolución formal en relación con su soberanía. La tesis argentina señalaba que de los dos brazos en que se divide el canal al llegar desde el oeste a la isla Picton, se debería considerar como el principal al brazo Picton para trazar el límite, el cual discurre entre esta isla y Navarino, por ser de mayor profundidad que el canal Moat, el cual corre entre Picton-Nueva y la isla Grande. La Corte, por medio del Laudo Arbitral de 1977, consideró que no era su atribución establecer cuál de los brazos era el principal curso del Beagle, sino que debía establecer cuál era el curso al que se refiere el Tratado de 1881, inclinándose finalmente por la tesis chilena, la cual estimaba que este era el brazo Moat. Así, se reconoció como chileno el grupo PNL y la totalidad de las islas ubicadas al sur de dicho brazo, más las profundas proyecciones marítimas que el derecho internacional les otorgaba. 
Posteriormente, dicho laudo fue declarado nulo por la Argentina, argumentando múltiples causas, entre la que destacaba el hecho de que la corte decidió sobre el estatus de otros territorios en litigio fuera del área acotada para ser delimitada (otorgándoselos a Chile). Con esta declaración la Argentina intentaba reabrir nuevamente el desacuerdo austral exclusivamente en el plano de la negociación bilateral, para intentar conseguir, bajo la amenazada de una declaración de guerra, conseguir un reparto menos lapidario de los territorios que el laudo reconoció a Chile, especialmente en lo que respecta a la profunda proyección hacia lo que Argentina consideró océano Atlántico que dicho dictamen confería a las islas chilenas, sin embargo, ese sector era considerado Pacífico por Chile de acuerdo a la tesis de delimitación natural entre los océanos Pacífico y Atlántico Sur por el arco de las Antillas Australes postulada por dicho país. Esta creciente tensión llegó, en diciembre de 1978, casi al borde de la guerra, en la cual tropas chilenas apostadas en el sector esperaban el anunciado ataque argentino, pero evitándose en el último momento por el regreso de la armada argentina aduciendo ésta el mal tiempo reinante en la zona (22 de diciembre de 1978) y posteriormente la mediación del papa Juan Pablo II. Finalmente, tras el retorno de la República Argentina a la democracia y haber aprobado en una consulta popular no vinculante la propuesta papal, ambos países firmaron en 1984 el Tratado de paz y amistad en el cual la Argentina reconoció la soberanía chilena sobre el grupo PNL y otras islas al sur del mismo. Como contrapartida, Chile aceptó limitar la proyección marítima que el derecho internacional otorgó a sus archipiélagos australes.

## Campos minados
Como secuela de dicho conflicto, la isla Picton alberga seis campos minados con 1307 minas activas, que fueron colocadas por la Armada de Chile entre mayo y julio de 1983. La isla Nueva contiene siete campos minados con 1286 explosivos activos.

## Literatura
La isla Nueva es referida en la novela Los náufragos del Jonathan (1909), comenzada por Julio Verne en 1897 como En Magallanie y modificada y terminada por su hijo Michel Verne. El protagonista, Kaw-djer, un anarquista, elige la isla Nueva por su lejanía para crear su propio mundo. Un día llega un indígena y le advierte que Chile y Argentina han acordado sus fronteras y que los chilenos lo expulsarán de su ensueño. El diálogo, creado por Verne en virtud de sus conocimientos del tratado de 1881, continúa así:

—¿Y dependen de Chile —preguntó el Kaw-djer— las islas al sur del canal de Beagle?

—Todas.

—¿Incluso la isla Nueva?

—Sí.
Primera parte - Capítulo III «El fin de un país libre», Los náufragos del Jonathan, de Julio Verne.